# Croton orientesensis
Espèce
Croton orientesensis est une espèce de plantes à fleurs du genre Croton et de la famille des Euphorbiaceae, présente à l'est de Cuba.